# Muyi (köpinghuvudort i Kina, Shaanxi)
Muyi är en köpinghuvudort i Kina. Den ligger i provinsen Shaanxi, i den nordvästra delen av landet, omkring 130 kilometer väster om provinshuvudstaden Xi'an. Antalet invånare är 36 483. Befolkningen består av 17 881 kvinnor och 18 602 män. Barn under 15 år utgör 14,0 %, vuxna 15-64 år 77 %, och äldre över 65 år 8,0 %.
Runt Muyi är det ganska tätbefolkat, med 239 invånare per kvadratkilometer. Närmaste större samhälle är Fengxiang Chengguanzhen, 15,6 km norr om Muyi. Trakten runt Muyi består till största delen av jordbruksmark.
Genomsnittlig årsnederbörd är 754 millimeter. Den regnigaste månaden är september, med i genomsnitt 159 mm nederbörd, och den torraste är december, med 2 mm nederbörd.